# Coupe du monde de cyclo-cross 2008-2009
Navigation
2007-2008 2009-2010
La 16e édition de la coupe du monde de cyclo-cross s'est déroulée entre les mois d'octobre 2008 et janvier 2009. Elle comprenait neuf manches pour les hommes, huit pour les femmes, et quatre pour les hommes espoirs et juniors. Les vainqueurs dans chacune de ces catégories sont respectivement Sven Nys, dont c'est le septième succès (troisième officiel), Hanka Kupfernagel, Philipp Walsleben et Tijmen Eising.

## Hommes élites

### Résultats
| #  | Lieu           | Date  | Vainqueur       | Deuxième            | Troisième       | Leader du classement général |
| -- | -------------- | ----- | --------------- | ------------------- | --------------- | ---------------------------- |
| 1. | Kalmthout      | 10/10 | Sven Nys        | Niels Albert        | Kevin Pauwels   | Sven Nys                     |
| 2. | Tábor          | 26/10 | Niels Albert    | Zdeněk Štybar       | Martin Bína     | Niels Albert                 |
| 3. | Pijnacker      | 09/11 | Lars Boom       | Niels Albert        | Sven Nys        | Niels Albert                 |
| 4. | Coxyde         | 29/11 | Erwin Vervecken | Sven Nys            | Zdeněk Štybar   | Sven Nys                     |
| 5. | Igorre         | 07/12 | Sven Nys        | Klaas Vantornout    | Erwin Vervecken | Sven Nys                     |
| 6. | Nommay         | 21/12 | Lars Boom       | Sven Nys            | Bart Wellens    | Sven Nys                     |
| 7. | Heusden-Zolder | 26/12 | Thijs Al        | Sven Vanthourenhout | Kevin Pauwels   | Sven Nys                     |
| 8. | Roubaix        | 18/01 | Erwin Vervecken | Zdeněk Štybar       | Sven Nys        | Sven Nys                     |
| 9. | Milan          | 25/01 | Sven Nys        | Lars Boom           | Zdeněk Štybar   | Sven Nys                     |

### Classement final

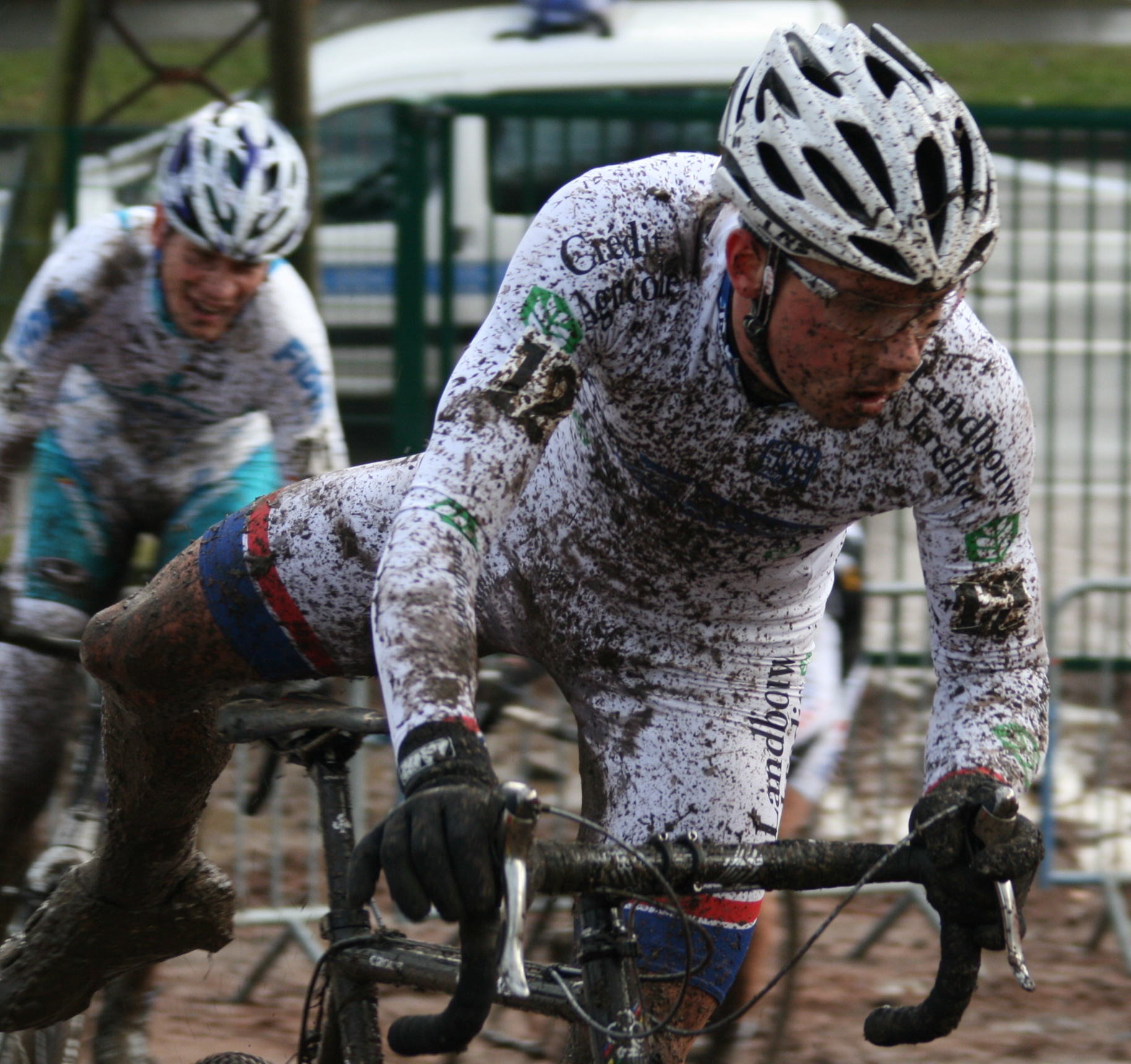
Sven Nys, vêtu du maillot blanc du leader de la Coupe du monde, lors du Grand Prix Lille Métropole

|    | Coureur             | Pays     | Équipe                         | Pts |
| 1  | Sven Nys            | Belgique | Landbouwkrediet-Colnago        | 620 |
| 2  | Bart Wellens        | Belgique | Fidea                          | 502 |
| 3  | Zdeněk Štybar       | Tchéquie | Fidea                          | 497 |
| 4  | Kevin Pauwels       | Belgique | Fidea                          | 472 |
| 5  | Lars Boom           | Pays-Bas | Rabobank                       | 426 |
| 6  | Thijs Al            | Pays-Bas | AA Drink                       | 402 |
| 7  | Erwin Vervecken     | Belgique | Revor-Jartazi Continental Team | 400 |
| 8  | Sven Vanthourenhout | Belgique | Sunweb-Projob                  | 386 |
| 9  | Niels Albert        | Belgique | BKCP - Powerplus               | 375 |
| 10 | Klaas Vantornout    | Belgique | Sunweb-Projob                  | 373 |

## Femmes élites

### Résultats
| #  | Lieu           | Date  | Vainqueur            | Deuxième          | Troisième            | Leader du classement général |
| -- | -------------- | ----- | -------------------- | ----------------- | -------------------- | ---------------------------- |
| 1. | Kalmthout      | 10/10 | Daphny van den Brand | Hanka Kupfernagel | Pavla Havlíková      | Daphny van den Brand         |
| 2. | Tábor          | 26/10 | Hanka Kupfernagel    | Maryline Salvetat | Pavla Havlíková      | Hanka Kupfernagel            |
| 3. | Pijnacker      | 09/11 | Hanka Kupfernagel    | Katherine Compton | Kateřina Nash        | Hanka Kupfernagel            |
| 4. | Coxyde         | 29/11 | Katherine Compton    | Hanka Kupfernagel | Daphny van den Brand | Hanka Kupfernagel            |
| 5. | Nommay         | 21/12 | Katherine Compton    | Hanka Kupfernagel | Georgia Gould        | Hanka Kupfernagel            |
| 6. | Heusden-Zolder | 26/12 | Marianne Vos         | Hanka Kupfernagel | Daphny van den Brand | Hanka Kupfernagel            |
| 7. | Roubaix        | 18/01 | Katherine Compton    | Hanka Kupfernagel | Daphny van den Brand | Hanka Kupfernagel            |
| 8. | Milan          | 25/01 | Daphny van den Brand | Hanka Kupfernagel | Maryline Salvetat    | Hanka Kupfernagel            |

### Classement final
|    | Coureuse                 | Pays        | Équipe                     | Pts |
| 1  | Hanka Kupfernagel        | Allemagne   | Itera-Stevens              | 420 |
| 2  | Daphny van den Brand     | Pays-Bas    | ZZPR.nl-Destil-Merida      | 365 |
| 3  | Katherine Compton        | États-Unis  | Spike                      | 270 |
| 4  | Maryline Salvetat        | France      | VSLL Castres               | 244 |
| 5  | Christel Ferrier-Bruneau | France      |                            | 235 |
| 6  | Pavla Havlíková          | Tchéquie    | KC Kooperativa SG Jablonec | 229 |
| 7  | Helen Wyman              | Royaume-Uni | Vision                     | 206 |
| 8  | Sanne van Paassen        | Pays-Bas    | ZZPR.nl-Destil-Merida      | 195 |
| 9  | Saskia Elemans           | Pays-Bas    | Flexpoint                  | 180 |
| 10 | Nadia Triquet-Claude     | France      |                            | 163 |

## Hommes espoirs

### Résultats
| #  | Lieu           | Date  | Vainqueur         | Deuxième                | Troisième      | Leader du classement général |
| -- | -------------- | ----- | ----------------- | ----------------------- | -------------- | ---------------------------- |
| 1. | Tábor          | 26/10 | Philipp Walsleben | Aurélien Duval          | Tom Meeusen    | Philipp Walsleben            |
| 2. | Pijnacker      | 09/11 | Philipp Walsleben | Kenneth Van Compernolle | Jim Aernouts   | Philipp Walsleben            |
| 3. | Heusden-Zolder | 26/12 | Philipp Walsleben | Cristian Cominelli      | Aurélien Duval | Philipp Walsleben            |
| 4. | Roubaix        | 18/01 | Philipp Walsleben | Aurélien Duval          | Ondřej Bambula | Philipp Walsleben            |

### Classement final
|   | Coureur                 | Pays      | Pts |
| 1 | Philipp Walsleben       | Allemagne | 240 |
| 2 | Aurélien Duval          | France    | 169 |
| 3 | Kenneth Van Compernolle | Belgique  | 139 |
| 4 | Ondřej Bambula          | Tchéquie  | 129 |
| 5 | Cristian Cominelli      | Italie    | 109 |

## Hommes juniors

### Résultats
| #  | Lieu           | Date  | Vainqueur     | Deuxième          | Troisième      | Leader du classement général |
| -- | -------------- | ----- | ------------- | ----------------- | -------------- | ---------------------------- |
| 1. | Tábor          | 26/10 | Tijmen Eising | Lars van der Haar | Matej Lasak    | Tijmen Eising                |
| 2. | Pijnacker      | 09/11 | Tijmen Eising | Sean De Bie       | Wietse Bosmans | Tijmen Eising                |
| 3. | Heusden-Zolder | 26/12 | Sean De Bie   | Lars van der Haar | Tijmen Eising  | Tijmen Eising                |
| 4. | Roubaix        | 18/01 | Tijmen Eising | Wietse Bosmans    | Zach McDonald  | Tijmen Eising                |

### Classement final
|   | Coureur           | Pays     | Équipe | Pts |
| 1 | Tijmen Eising     | Pays-Bas |        | 225 |
| 2 | Lars van der Haar | Pays-Bas |        | 175 |
| 3 | Wietse Bosmans    | Belgique |        | 163 |
| 4 | Sean De Bie       | Belgique |        | 138 |
| 5 | Luca Braidot      | Italie   |        | 96  |